# Charles de Colmar

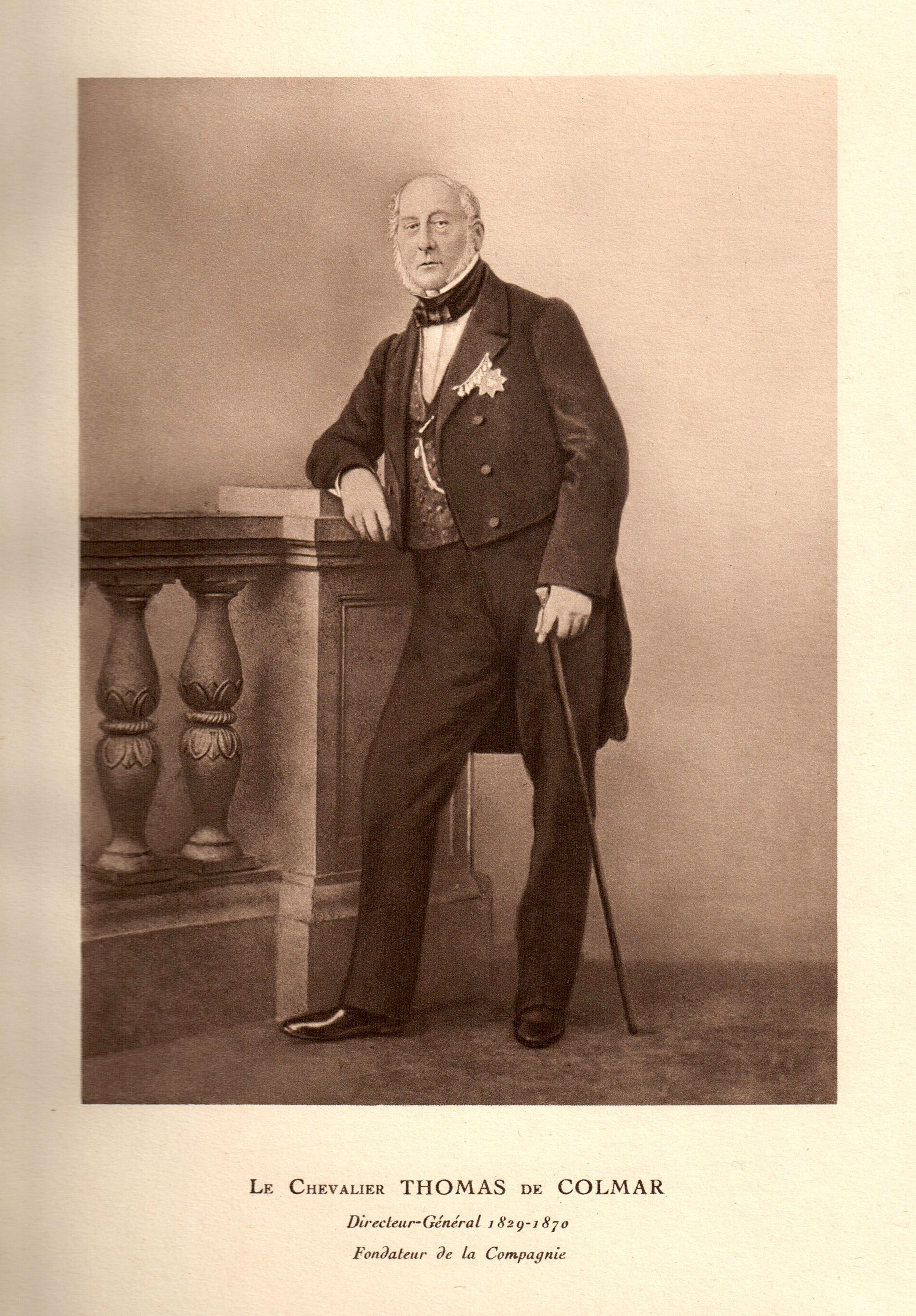
Charles de Colmar

Charles Xavier Thomas de Colmar (Colmar, 5 mei 1785 – Parijs, 12 maart 1870) was een Frans ingenieur en uitvinder.
Hij ontwierp en patenteerde in 1820 een prototype van de arithmometer. Dit was de eerste succesvolle mechanische calculator welke kon worden gebruikt voor optellen, aftrekken en vermenigvuldigen. Bovendien kon hij met enige tussenbewerkingen eveneens delen. Door gebruikmaking van de principes van voorgaande calculators, werd de calculator van Colmar de betrouwbaarste calculator in zijn tijd en was hij zo’n twintig jaar lang op de markt verkrijgbaar. De arithometer was wel erg groot en besloeg zo ongeveer een heel bureau. Thomas de Colmar was een belangrijk persoon voor de verdere ontwikkeling van de calculator tot de vroege eerste computers, bijvoorbeeld de eerste computer van Charles Babbage. In 1855 produceerde Thomas de Colmar een arithmometer voor de Wereldtentoonstelling in Parijs. Het apparaat was gemaakt in de vorm van een staande piano met een lengte van ongeveer 2 meter. Dit nieuwe, verbeterde model kon berekeningen maken met uitkomsten tot 30 cijfers.
Colmar was getrouwd met de gravin van Bojano. Hun zoon, Thomas de Bojano genaamd, zette na de dood van Colmar in 1870 de productie van de arithometer voort en voerde diverse verbeteringen door. Bajano verkocht in 1880 het Colmarpatent aan Louis Payen, die de machine voorzag van een speciaal hiervoor ontworpen houten kist en deze tot 1887 met een stempel onder de naam "Thomas de Colmar" op de markt bracht. 
De machine bleef in allerlei variaties in productie tot omstreeks 1930.